# Рудня-Новенька
Ру́дня-Нове́нька (Рудня) — село в Україні, у Судилківській сільській територіальній громаді Шепетівського району Хмельницької області.
Населення села становить 199 осіб (2007).

## Географія
Рудня-Новенька розташована в лісі, на річці Цвітосі, між автодорогою на півночі та залізницею Шепетівка — Звягель на півдні.

## Герб
Синя хвиляста балка – річка Цвітоха; три вогні над трьома листками – випалювання руди за допомогою деревини.

## Історія
У 1906 році село Рудня Судилківської волості Ізяславського повіту Волинської губернії. Відстань від повітового міста 30 верст, від волості 7. Дворів 18, мешканців 118.

## Населення

### Мова
Розподіл населення за рідною мовою за даними перепису 2001 року:
| Мова       | Відсоток |
| ---------- | -------- |
| українська | 92,97%   |
| російська  | 7,03%    |

## Галерея

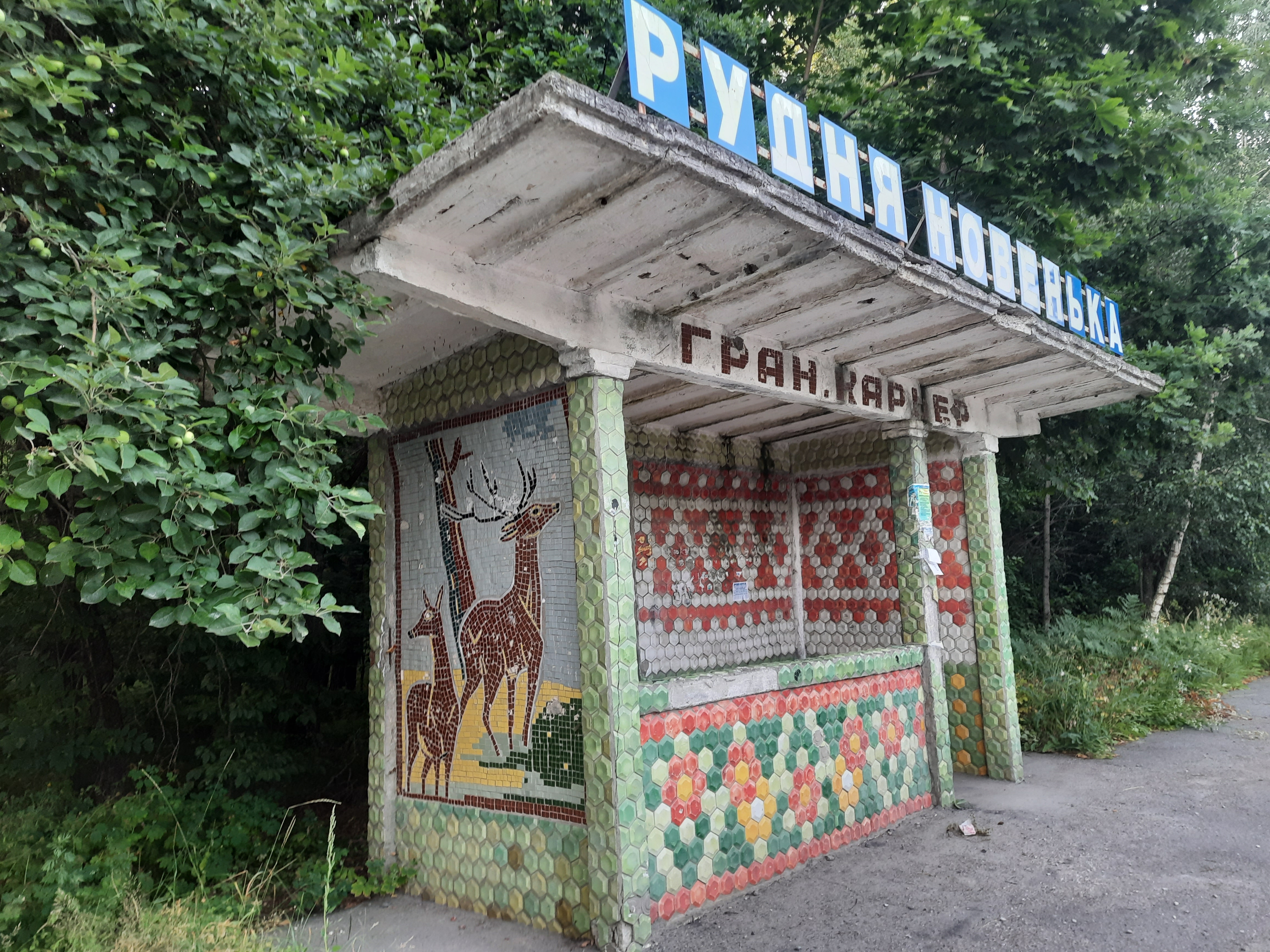
Мозаїчка автобусна зупинка неподалік села
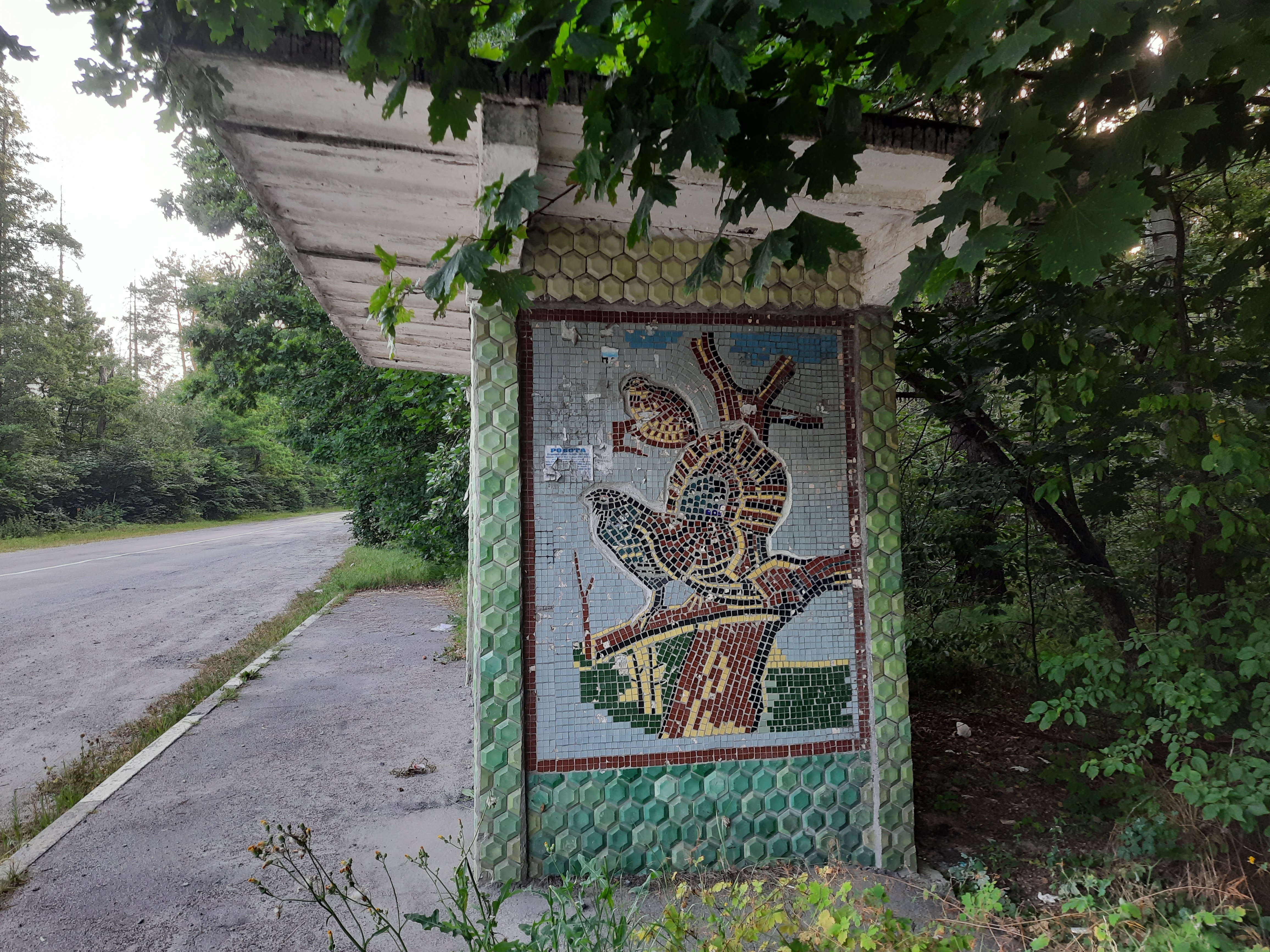
Мозаїчка автобусна зупинка